# Бабиш-Молда
Бабиш-Молда — комплекс архитектурных памятников IV—II веков до н. э., расположен в древнем русле реки Сырдарьи (Жанадарья). Исследован в 1950 году Хорезмской археолого-этнографической экспедицией (руководитель С. П. Толстов). В комплекс входят городское укрепление, могильник, развалины поселения и оросительной системы. Городское укрепление — цитадель и оборонительные стены с башнями — находится на возвышенности и окружено крепостной стеной (толщина: около 5,3 м), сложенной из обожжённого кирпича. Разрезы крепостных стен показывают, что в строительстве использовалась пахса. Внутри крепости (100 × 100 м) сохранились следы дворцового сооружения квадратной формы (44 x 44 м). В западной части комплекса находится четырёхугольный в плане могильник (21 × 21 м, высота: 7 м), состоящий из 4 помещений, сложенных из обожжённого кирпича и соединенных между собой проходами. Могильник покрыт куполом.